# Zapasy na Letnich Igrzyskach Olimpijskich 1952 – kategoria ponad 87 kg w stylu klasycznym
Zmagania mężczyzn ponad 87 kg to jedna z ośmiu męskich konkurencji w zapasach w stylu klasycznym rozgrywanych podczas Letnich Igrzysk Olimpijskich 1952. Pojedynki w tej kategorii wagowej odbyły się w dniach 24 – 27 lipca.
Punktacja opierała się na systemie "złych punktów karnych". Przegranemu przyznawano 3 punkty. Zwycięzca otrzymywał zero punktów za wygraną przez "tusz" (łopatki), a jeden punkt za wygraną decyzją trzech sędziów. Uzyskanie pięciu lub więcej punktów karnych eliminowało zapaśnika z turnieju. Najlepsza trójka walczyła w rundzie finałowej. 

## Klasyfikacja[1]
| Miejsce | Zawodnik           | Kraj            |
| ------- | ------------------ | --------------- |
| 1       | Johannes Kotkas    | ZSRR            |
| 2       | Josef Růžička      | Czechosłowacja  |
| 3       | Tauno Kovanen      | Finlandia       |
| 4       | Willi Waltner      | Niemcy          |
| 5       | Alexandru Șuli     | Rumunia         |
| 6       | Andonios Jeorgulis | Grecja          |
| 6       | Bengt Fahlkvist    | Szwecja         |
| 8       | Guido Fantoni      | Włochy          |
| 9       | József Kovács      | Węgry           |
| 9       | Adolfo Ramírez     | Argentyna       |
| 11      | Ken Richmond       | Wielka Brytania |
| 11      | Auguste Baarendse  | Belgia          |

## Wyniki

### Pierwsza runda[2]
| Zwycięzca          | Punkty karne | Wynik        | Przegrany         | Punkty karne |
| ------------------ | ------------ | ------------ | ----------------- | ------------ |
| Willi Waltner      | 0            | Walkower     | Ken Richmond      | -            |
| Andonios Jeorgulis | 0            | Łopatki      | Adolfo Ramírez    | 3            |
| Tauno Kovanen      | 1            | Decyzja, 3:0 | Alexandru Șuli    | 3            |
| Josef Růžička      | 0            | Łopatki      | József Kovács     | 3            |
| Johannes Kotkas    | 0            | Walkower     | Auguste Baarendse | -            |
| Bengt Fahlkvist    | 0            | Łopatki      | Guido Fantoni     | 3            |

### Druga runda[3]
| Zwycięzca       | Punkty karne | Wynik        | Przegrany          | Punkty karne |
| --------------- | ------------ | ------------ | ------------------ | ------------ |
| Willi Waltner   | 1            | Decyzja, 3:0 | Andonios Jeorgulis | 3            |
| Tauno Kovanen   | 2            | Decyzja, 3:0 | Adolfo Ramírez     | 6            |
| Alexandru Șuli  | 4            | Decyzja, 2:1 | József Kovács      | 6            |
| Guido Fantoni   | 4            | Decyzja, 2:1 | Josef Růžička      | 3            |
| Johannes Kotkas | 0            | Łopatki      | Bengt Fahlkvist    | 3            |

### Trzecia runda[4]
| Zwycięzca       | Punkty karne | Wynik        | Przegrany          | Punkty karne |
| --------------- | ------------ | ------------ | ------------------ | ------------ |
| Tauno Kovanen   | 3            | Decyzja, 3:0 | Willi Waltner      | 4            |
| Alexandru Șuli  | 5            | Decyzja, 3:0 | Andonios Jeorgulis | 6            |
| Josef Růžička   | 3            | Łopatki      | Bengt Fahlkvist    | 6            |
| Johannes Kotkas | 0            | Łopatki      | Guido Fantoni      | 7            |

### Czwarta runda[5]
| Zwycięzca       | Punkty karne | Wynik   | Przegrany     | Punkty karne |
| --------------- | ------------ | ------- | ------------- | ------------ |
| Josef Růžička   | 3            | Łopatki | Willi Waltner | 7            |
| Johannes Kotkas | 0            | Łopatki | Tauno Kovanen | 6            |

### Runda finałowa
| Zwycięzca       | Punkty karne | Wynik   | Przegrany     | Punkty karne                     |
| --------------- | ------------ | ------- | ------------- | -------------------------------- |
| Johannes Kotkas | 0            | Łopatki | Tauno Kovanen | 6 - (zaliczony wynik z IV rundy) |
| Josef Růžička   | 3            | Łopatki | Tauno Kovanen | 9                                |
| Johannes Kotkas | 0            | Łopatki | Josef Růžička | 6                                |